# Jan Rajchman
Jan Aleksander Rajchman (ur. 10 sierpnia 1911 w Londynie, zm. 1 kwietnia 1989 w Princeton w stanie New Jersey, Stany Zjednoczone) – amerykański inżynier elektryk i informatyk polskiego pochodzenia.

## Życiorys
Jan Aleksander Rajchman urodził się w Londynie 10 sierpnia 1911 roku. Jego matką była Maria Bojańczyk, a ojcem Ludwik Rajchman, polski bakteriolog, jeden z założycieli UNICEF-u, pracujący wtedy jako kierownik wydziału bakteriologicznego w Królewskim Instytucie Zdrowia Publicznego (The Royal Institute of Public Health) w Londynie. W wieku siedmiu lat przeniósł się z rodzicami do Polski, a trzy lata później do Genewy.
Tytuł inżyniera elektryka uzyskał w 1935 roku na Politechnice Federalnej w Zurychu. W tym samym roku wyemigrował do Stanów Zjednoczonych. Rok później dołączył do RCA pracując pod kierownictwem Vladimira K. Zworykina. W 1938 obronił doktorat.
Jego wkład obejmował 107 patentów, między innymi obwody logiczne dla działań arytmetycznych i pierwszą pamięć tylko do odczytu (ROM) (szeroko wykorzystywaną w ówczesnych komputerach). Był też wynalazcą Selectronu - lampy elektronowej będącej pamięcią komputerową, a także autorem jednego z patentów związanych z pamięcią ferrytową.
Był członkiem Instytutu Inżynierów Elektryków i Elektroników (IEEE), National Academy of Engineering, Sigma Xi, Association for Computing Machinery (АСМ), Physical Society, New York Academy of Sciences, American Association for the Advancement of Science i Franklin Institute.
W 1960 roku otrzymał IRE Morris Liebmann Memorial Prize, a w 1974, już po połączeniu się IRE (Institute of Radio Engineers) i AIEE (American Institute of Electrical Engineers) i utworzeniu IEEE, Medal Edisona za twórczy wkład w projektowanie urządzeń elektronicznych i pionierskie prace na polu pamięci w systemach komputerowych.